# Chrystiwka (obwód chmielnicki)
Chrystiwka (ukr. Христівка) – wieś na Ukrainie, w obwodzie chmielnickim, w rejonie szepetowskim, w hromadzie Sachniwci. W 2001 liczyła 504 mieszkańców.